# Shunya Mori
Shunya Mori (毛利 駿也 Mori Shunya?), född 10 april 1995 i Toyama prefektur, är en japansk fotbollsspelare.
Mori började sin karriär 2018 i Zweigen Kanazawa. Han spelade 55 ligamatcher för klubben. 2019 flyttade han till Shonan Bellmare.